# Lista över trosuppfattningar efter antalet bekännare
En lista över trosuppfattningar och antalet anhängare kan vara ett sätt att definiera vilka religioner som är världsreligioner. Begreppet världsreligioner är emellertid mer komplicerat än att bara se till antal troende. Nedanstående lista består av uppgifter från religionsportalen Adherents.com:

## Världens största trosuppfattningar
| Religion eller trosuppfattning                                                                                                   | Antalet bekännare 2005° |
| --- | ----------------------- |
| 1. Kristendom | 2,1 miljarder           |
| 2. Islam | 1,5 miljarder           |
| 3. Utan religion eller trosuppfattning: Agnosticism, Ateism, och till hälften teister som identifierar sig som "icke-religiösa". | 1,1 miljarder           |
| 4. Hinduism | 900 miljoner            |
| 5. Kinesiska traditionella religioner: Daoism, konfucianism , m.fl.                                                              | 394 miljoner            |
| 6. Buddhism | 376 miljoner            |
| 7. Naturreligion | 300 miljoner            |
| 8. Afrikanska stamreligioner med flera                                                                                           | 100 miljoner            |
| 9. Sikhism | 23 miljoner             |
| 10. Juche (Nordkorea) | 19 miljoner¹            |
| 11. Spiritism (New Age med flera)                                                                                                | 15 miljoner             |
| 12. Judendom | 14 miljoner             |
| 13. Jehovas vittnen | 8.5 miljoner            |
| 14. Baha'i | 7 miljoner ²            |
| 15. Jainism | 4,2 miljoner            |
| 16. Shinto | 4 miljoner              |
| 17. Cao Dai (Vietnam) | 4 miljoner              |
| 18. Zoroastrism | 2,6 miljoner            |
| 19. Tenrikyo (Japan) | 2 miljoner              |
| 20. Paganism | 1 miljon                |
| 21. Unitarism | 800 000                 |
| 22. Rastafari | 600 000                 |
| 23. Scientologi | 500 000                 |

°) I stort sett alla stora och respekterade religionswebbplatser på Internet redovisar olika data. Detta hänger samman med de källor som dessa sajter utgått ifrån. Det viktigaste är att webbplatserna varit konsekventa i sitt urval av källor. Här har data hämtats från den erkända portalen Adherents.com. I de fall färska troendetal saknas har senast förekommande uppgift använts. Häri föreligger åtminstone två problem. För de första kan källorna – dvs uppgiftslämnarna för respektive religion – ha överdrivit antal troende. För det andra räknar man på olika sätt. Exempelvis föds man som muslim. Varje nyfödd bebis räknas som muslim. Inom kristendomen tas man upp i religionen efter dopet. Inom andra religioner måste man vara vuxen för att ha rätt att deklarera sin tro. Barn och tonåringar förekommer inte i statistiken över antalet bahá'íer (Man får från 15 års ålder deklarera sig frivilligt). Vidare kan människor ha två eller flera religioner, något som är särskilt vanligt i Östasien.  
¹) Sajten Adherents com listar Juche som en religion, och det är tveksamt om detta stämmer. Det är det kommunistiska Nordkoreas statsbärande marxistiska ideologi, det betyder självtillit i den meningen att landet ska kunna förlita sig på enbart egna resurser. Den förre diktatorn Kim Il Sungs (1912–1994) skrifter och statsbyggande genomsyras av en blandning mellan marxism-leninism och traditionell konfucianism. Konfucianismen är både en religion och en statslära, och den politiska teorin har en lärosats som säger att politisk auktoritet bygger på mandat från himlen,), något som passade Kim Il Sung mycket väl. Diktatorn kan mycket väl ha haft Konfucius utopi för ögonen, en stat där harmoni uppnåtts med materiell välfärd för alla genom att folket – som i grunden bara är sociala djur – upphöjts genom att de lärda och insiktsfulla i riket (som behärskar li) uppträtt som föredömen. En personkult började byggas upp omkring honom redan före hans död. I förhållande till Kinas och Sovjetunionens kommunism förhöll sig den nordkoreanska regeringen neutral.
²) Det har visat sig vara svårt att få fram antalet bahá'í-troende i världen. De tre länder som har flest bahá'íer är Indien (1,8 miljoner), Iran (< 0,5 miljoner samt omkring 50 000 bábíer) och USA 760.000). I Iran är bahá'í-tron utsatt för svåra förföljelser och antalet anhängare är mycket svårt att ange eftersom många på grund av de svåra förföljelserna måste vara gömda bahá'ier och man vet inte på så sätt hur många bahá'ier Iran har till dess att Iran blir ett fritt land. I Sydostasien, Vietnam (350.000 - 400.000) och Filippinerna (< 250.000), förs ingen riktig registrering över bahá'í-troende. I Afrika, Kenya (cirka 300.000) och Kongo (cirka 230.000), är tillståndet detsamma.

## Sammanhållna och splittrade religioner
Religionssajten Adherents.com har rankat världens större religioner efter hur många förgreningar de har. De, och de religionsvetare de konsulterat, har inte lagt någon värdering vid detta. Det finns alltså inget som tyder på att en sammanhållen religion är bättre än en religion med många riktningar, eller vice versa. Listan nedan börjar med bahá'í, som bara har en enda riktning, den som har sin styrelse i Haifa:
- Bahá'í
- Zoroastrism
- Sikhism
- Islam
- Jainism
- Judendom
- Taoism
- Shinto
- Kristendom
- Buddhism
- Hinduism